# Fastighetsmäklarförbundet
Fastighetsmäklarförbundet (FMF) är en svensk branschorganisation för fastighetsmäklare. 
Cirka 1 100 registrerade fastighetsmäklare i Sverige är medlemmar i Fastighetsmäklarförbundet, som grundades på 1950-talet. Organisationen är en av två branschorganisationer för mäklare i Sverige, den andra är Mäklarsamfundet. VD 2024 är Carola Russmark och förbundets ordförande, Johan Linde.

## Verksamhet
Fastighetsmäklarförbundet driver medlemmarnas intressefrågor, håller kontakt med myndigheter och finns för information och rådgivning för konsumenter.
Fastighetsmäklarförbundet bedriver sin verksamhet dels i dotterbolaget FMF AB men också genom förbundets styrelse och dess nämnder.
Fastighetsmäklarförbundet är också delägare i bostadsförmedlingssajten Hemnet och är en av huvudmännen bakom Fastighetsmarknadens reklamationsnämnd.

### Fastighetsmarknadens reklamationsnämnd, FRN
Fastighetsmarknadens reklamationsnämnd (FRN) är en branschfinansierad nämnd som prövar ekonomiska tvister mellan fastighetsmäklare och deras kunder. Nämnden prövar även tvister mellan fastighetsmäklare om vem som har rätt till provision för en viss affär. FRN är den godkända nämnden enligt lagen om alternativ tvistlösning i konsumentförhållanden. FRN består av sex ledamöter, tre fastighetsmäklare och tre företrädare för olika konsumentorganisationer. Därutöver finns en ordförande och en vice ordförande som är kvalificerade jurister. Fastighetsmäklarförbundet är, tillsammans med Mäklarsamfundet, huvudman för FRN.

### Antagningsnämnden
Antagningsnämnden granskar fastighetsmäklare som ansökt om medlemskap och beslutar kring beviljande av medlemskap.

### Auktorisationsnämnden
Auktorisationsnämnden är det organ som arbetar med att anta och auktoriserar fastighetsmäklare. 

### Disciplinnämnden
Disciplinnämnden beslutar i ärende som rör en fastighetsmäklare som brustit i sitt yrkesutövande, mot förbundets stadgar eller etiska riktlinjer. Påföljden kan vara erinran, varning eller uteslutning ur förbundet.